# Guy Andrews
Guy Andrews est un scénariste de télévision britannique.

## Carrière
Il a fait ses études à Cranleigh School, dans le Surrey, puis au St Peter's College de l'Université d'Oxford. Il commence à écrire pour la télévision en 1989. Il écrit plusieurs épisodes de Chancer (1990-1991), participe en 1991 au scénario de Lie Down with Lions d'après le roman de Ken Follett, Les Lions du Panshir, puis Absolute Power (2003-2005). Plutôt impliqué dans des séries policières, il écrit trois épisodes de Hercule Poirot et deux de Lewis.
En 2008 il écrit et met en scène les quatre épisodes de Orgueil et Quiproquos pour ITV. C'est pour cette même chaine qu'il scénarise en 2010 les trois épisodes de Bouquet of Barbed Wire, d'après un roman d'Andrea Newman.
En plus d'en écrire le scénario, il s'est impliqué dans la production de ces deux dernières séries.